# Здрач (роман)
Вижте пояснителната страница за други значения на Здрач.
„Здрач“ е роман за тийнейджъри, написан от Стефани Майър. Публикуван е за пръв път през 2005 година. Това е първата книга от поредицата „Здрач“ и представя седемнадесетгодишната Изабела „Бела“ Суон, която се премества от Финикс, Аризона във Форкс, Вашингтон, и чийто живот е застрашен, когато се влюбва във вампира Едуард Кълън. Романът е следван от „Новолуние“, „Затъмнение“ и „Зазоряване“.

## Персонажи
Изабела (Бела) Суон е 17-годишната дъщеря на Чарли и Рене Суон. След като майка ѝ и баща ѝ се разделят тя остава при майка си в слънчевия Финикс и отива при баща си във Форкс само за няколко лета, но това приключва, когато става на 14 години. След което майка ѝ се жени повторно за бейзболиста Фил. Но Бела решава да прекара малко време с баща си и заминава за Форкс, градче, което мрази. Там се среща с красивия вампир Едуард Кълън и семейството му.
Едуард Кълън е роден през 1901 г. След като се разболява от испански грип през 1918 г., той бива превърнат във вампир от баща си – Карлайл Кълън. Тогава получава дарбата си да чува мислите на хората. Карлайл го учи да се въздържа от човешка кръв и да издържа само с животинска, както и бъдещите членове на семейството. Двамата заживяват заедно и към семейството се присъединяват Есме, Розали, Емет, Алис и Джаспър. Местят се във Форкс. Едуард така и не намира своята половинка, докато в града не идва Бела Суон, но се оказва, че тя е човекът, чиято кръв привлича Едуард повече, отколкото всяка друга, и най-интересното е, че той не може да прочете нейните мисли. Едуард се опитва да избегне Бела за собствената си безопасност, но не успява. Забелязва привличането на Бела към себе си и я предупреждава, че е опасен. В крайна сметка, признава истината за своите чувства към нея. Заради трансформацията си във вампир, Едуард никога дотогава не е бил влюбен, нито е смята, че може да се влюби. Но вече е осъзнал, че съществуването му е напълно безсмислено и без цел. Едуард е песимистична личност, нещо като автопортрет на песимистката Стефани Майер.
Розали Кълън
Историята ѝ започва през 1933 г. Розали Хейл била на осемнадесет, имала прекрасен живот, пълен с удобства, за какъвто всеки би мечтал. Още на дванадесет започва да събира мъжките погледи и завистта на момичетата с красотата си. Като всяко обикновено момиче тя си мечтае за красива сватба и някой, който да я обича... В онази нощ тя чакаше на пътя да умре, Карлайл беше надушил кръв, започнал да разследва „Помислих, че съм мъртва, когато той ме вдигна от земята и побягна с мен, заради скоростта се почувствах, че сякаш летя. Помня, че бях ужасена, защото болката не беше спряла.“
След като Карлайл спасява Розали, трансформацията започва и болката е непоносима... момичето започва да се моли за смърт. Тъжният край на нейната история поражда завист към Бела, завист за всички човешки мигове, които на нея са ѝ отнети.
Есме Кълън
Есме Ан Плат е родена през 1895 г. Тя е израснала във ферма в покрайнините на Кълъмбъс, щата Охайо, където има много щастливо детство. Като тийнейджър е палава по природа, често попада в беда. За първи път се среща с д-р Карлайл Кълън, когато е на 16 години, след като пада от дърво и чупи крака си. Не дълго след това той се мести извън града, но Есме никога не забравя лекаря, с когото се разбира толкова добре. Първоначално иска да се движи на запад, за да стане учителка, но е подложена на натиск от родителите си да остане и да се ожени. Когато е на 22 години, се омъжва за Чарлз Евенсон. Не дълго след това открива, че мъжът ѝ е лош човек, но е принудена да го търпи. През Първата световна война мъжът и заминава на фронта, което донякъде облекчава състоянието на Есме. Когато се завръща обаче, Есме бяга от него. Докато бяга от съпруга си, открива, че е бременна. Все пак се изплъзва от мъжа си и ражда през 1921 г. Детето умира два дни след раждането. Есме изпада в депресия и решава, че няма смисъл да живее повече и скача от скала в опит за самоубийство. Когато я откриват, я закарват право в моргата с мисълта, че е мъртва, макар че сърцето и все още бие, но едва доловимо. Д-р Кълън работи по това време в болницата, в която отвеждат Есме. Той улавя биенето на сърцето на Есме и познава момичето, което е лекувал преди години. Есме възвръща съзнание в мъчителни болки, но е щастлива да види отново Карлайл. За да спаси живота и той е принуден да я превърне във вампир.

## Корица
Българската корица е същата като оригиналната. Стефани Майър заявява, че (ябълката) на корицата представлява забранения плод от Битие. Тя символизира любовта между Бела и Едуард, която е забранена, подобно на плода от Дървото на знанието за добро и зло, както става ясно от цитата на Битието в началото на книгата. Освен това представлява и знанието на Бела за доброто и злото и изборът, който тя прави дали да опита от „забранения плод“ Едуард или да предпочете да не го вижда.

## Критика
„Здрач“ е приет доста смесено от литературната критика.
- Booklist („Буклист“) пише: „Има някои недостатъци – интригата можеше да се задълбочи, твърде широко използване на прилагателни и наречия за подсилване на диалога – но този тъмен романс определено докосва душата.“[1]
- „Къркъс ревюс“ пише: „„Здрач“ е далеч от перфектното: описанието на Бела като чудовищно трагичен герой е доста байроновско, а привлекателността на Едуард е по-скоро магия, отколкото характер. Въпреки това, обрисуването на опасно влюбените е удар в десетката – любителите на тъмния романс няма да могат да устоят на книгата.“[2]
- „Пъблишърс Уикли“' описва любовта на Бела към аутсайдера Едуард, тяхната рискована връзка и вътрешната борба на Едуард като една метафора за сексуалното объркване, което съпътства съзряването.[3]
- Хилиъс Дж. Мартин описва романа като „реалистичен, изтънчен, и лесен за проследяване, с читатели, които няма да имат търпение да „впият зъби“ в него“.[4]

## Филмова адаптация
Summit Entertainment заснема филм по „Здрач“, който е режисиран от Катрин Хардуик и е с участието на Кристен Стюарт и Робърт Патинсън в ролите на Бела Суон и Едуард Кълън. Сценарият е адаптиран от Мелиса Розенбърг. Филмът е пуснат в САЩ на 21 ноември. Също така филми ще има и по 3-тата и 4-тата част – Затъмнение и Зазоряване.2008 г.

## В популярната култура
В онлайн културата книгата и филмът са по-скоро известни с мема Още по-добра любовна история от Здрач (Still a Better Love Story than Twilight).